# Junior (breakeur)
 (janvier 2022).
Pour les articles homonymes, voir Junior.
Junior Bosila Banya, né le 10 mars 1981 à Kinshasa (République démocratique du Congo) et également connu sous le pseudonyme Bboy Junior ou encore Buanson, est un danseur de hip-hop ou breakdancer.
En 2007, il remporte la deuxième saison du concours Incroyable Talent diffusé en France sur M6.

## Biographie
Né en République démocratique du Congo alors que le pays s'appelait encore Zaïre, il contracte la polio à l'âge de deux ans. Il arrive en France à l'âge de 5 ans puis est adopté à l'âge de 7 ans par un couple français. Il grandit à Saint-Malo et découvre la danse hip-hop à l'âge de 16 ans par l'intermédiaire des danseurs Rudy et Jeff avec qui il forme le crew SBC (Serial Breakeur Crew). Un de ses professeurs aurait déclaré un jour en privé avoir décelé chez lui dès ses premiers mouvements un potentiel de champion du monde.[réf. nécessaire]
En 2000, il intègre le collectif Wanted Posse et remporte en 2001 le Battle of the Year, compétition internationale de break dance (championnats du monde). Il s'ensuit une multitude de représentations à travers le globe avec le Wanted Posse. Avec la compagnie, il interprète et participe à la création de plusieurs spectacles tels que Bad Moves (2002), Trance (2006) ou encore Konexion (2010). Parallèlement, il participe à différentes émissions télévisées et multiplie les apparitions - sur France 2, France 4, Trace TV ou Canal+ - qui confirme sa réputation auprès du grand public[non neutre]. Il est aujourd’hui toujours considéré comme un danseur Hip-Hop atypique[réf. nécessaire], faisant de lui une légende du milieu. 
En 2008, après son retour d'un voyage au Congo, sa terre natale, il se lance dans la création de son premier spectacle solo Buana Ttitude. Cette première création le mènera à travers la France et dans le monde entier. 
En 2013, il intègre la compagnie allemande Flying Steps[réf. souhaitée] avec laquelle il prit part au spectacle Red Bull Flying Illusion produit par la société Red Bull, en tournée Européenne jusqu'en 2017. 
C’est en 2014 qu’il produit avec sa propre compagnie de danse appelée Même Pas Mal le duo Extension en coproduction avec la compagnie d’Amala Dianor, danseur hip-hop contemporain de renom[réf. souhaitée]. 
En 2015, il intègre Trio, spectacle dans lequel il est accompagné une nouvelle fois, par Amala Dianor et Sly Johnson, beat-boxer (membre du Saïan Supa Crew) mis en scène par Mathilda May. 
Il a déjà voyagé dans près de 80 pays, que ce soit en tant qu’artiste danseur, professeur, ou encore jury au sein de compétitions.

### Incroyable Talent
En 2007, il participe au deuxième concours national Incroyable Talent diffusé sur M6 pour lequel plus de 20 000 artistes de talents différents sont sélectionnés afin de présenter leur spectacle devant trois juges. Dès sa première participation, l’engouement du public est incontestable. Il accède à la finale et remporte la compétition.

### Carrière internationale
Sa victoire lui amène de nouvelles opportunités, notamment des participations à des émissions télévisées au Japon[réf. souhaitée], à des publicités pour des marques de cosmétiques[réf. souhaitée] à Los Angeles et une programmation au festival Juste pour rire.
Il apparait de nouveau dans La France a un incroyable talent à l'occasion de l'émission spéciale La Finale des Champions en décembre 2013, où il est éliminé lors de la première manche.
En 2014, il participe au spectacle de la Red Bull Flying Steps Academy de Berlin pour le spectacle Red Bull Flying Illusion. Prolongé pour une tournée en France et Europe en 2016, il participe au spot TV publicitaire et apparaît sur les canettes de boisson Red Bull[réf. souhaitée].